# Куройский углекислый источник
Куройский углекислый источник — гидрогеологический памятник природы, расположенный Шатойском районе Чечни на левом склоне долины реки Кериго, в 5-6 км от места впадения её в Чанты-Аргун. Скала, где струится источник, покрыта натёками травертина. Отложения образовались из-за выпадения осадка карбоната кальция. Цвет осадка определяется оксидами железа. Дебит незначителен. Судя по отложениям травертина, в прошлом дебит был гораздо больше. Вода слабо газирована, слегка солоновата и приятна на вкус.
С 2006 года имеет статус особо охраняемой природной территории республиканского значения.